# Testi matematici
Questa pagina vuole presentare in ordine cronologico i testi matematici (libri, articoli, ...) che hanno fatto la storia di questa disciplina.
Si noti anche che le opere concernenti la storia della matematica non sono incluse nella pagina attuale, ma in quella dedicata specificamente ai Progetto:Matematica/Testi di storia della matematica.

## Antichità
- 1650 a.C. ca. lo scriba Ahmes scrive il Papiro di Rhind
- 350 a.C. Aristotele Organon - introduzione della logica classica
- 300 a.C. ca. Euclide: Elementi
- 300 a.C. ca. Euclide: Catoptrica
- 260 a.C. ca. Archimede: Misura del cerchio
- 260 a.C. ca. Archimede: Sulla sfera e sul cilindro
- 260 a.C. ca. Archimede: Sugli equilibri piani
- 260 a.C. ca. Archimede: Quadratura della parabola
- 260 a.C. ca. Archimede: Sui conoidi e sugli sferoidi
- 260 a.C. ca. Archimede: Sui corpi flottanti
- 240 a.C. ca. Eratostene: Sulla misurazione della Terra
- 225 a.C. Apollonio di Perga Le Coniche
- 140 a.C. Ipparco basi della trigonometria
- II secolo Claudio Tolomeo Almagesto
- III-IV secolo Diofanto di Alessandria: Aritmetica
- 628 Brahmagupta: Brahma- sphuta- siddhanta

## Medioevo
- 825 Al-Khawarizmi: Hisab al-jabr w'al-musqabalah
- 895 Thābit ibn Qurra: sulle equazioni cubiche
- 1070 Omar Khayyam: Trattato sulla dimostrazione dei problemi dell'algebra
- 1150 ca. Bashkara: Lilavati
- 1150 ca. Bashkara: Vija-ganita
- 1202 Leonardo Fibonacci: Liber abbaci
- 1303 Zhu Shijie: Prezioso specchio dei quattro elementi
- 1424 Ghiyath al-Kashi pi greco

## Cinquecento e Seicento
- 1509 Luca Pacioli: De divina proportione
- 1537 Niccolò Tartaglia: La nova scientia
- 1556 Niccolò Tartaglia: General tractato di numeri et misure
- 1545 Girolamo Cardano: Ars magna
- 1572 Raphael Bombelli: L'algebra
- 1586 Simon Stevin: De Beghinselen der Weegcoonst
- 1595 Cristoforo Clavio: Novi calendarii romani apologia
- 1610 Galileo Galilei: Sidereus nuncius
- 1614 John Napier: Mirifici Logarithmorum Canonis Descriptio sui logaritmi neperiani
- 1617 Henry Briggs: Logarithmorum Chilias Prima sui logaritmi decimali
- 1619 René Descartes La geometrie, v. La geometria di Cartesio
- 1629 Pierre de Fermat
- 1632 Galileo Galilei: Dialogo sopra i massimi sistemi del mondo
- 1639 Girard Desargues: Brouillon project d'une atteinte aux evenemens des rencontres du Cone avec un Plan
- 1640 Blaise Pascal: Essay pour les coniques
- 1654 Blaise Pascal
- 1655 John Wallis: Arithmetica Infinitorum sul calcolo infinitesimale
- 1656 Christiaan Huygens: De ratiocinii in ludo aleae
- 16.. Bonaventura Cavalieri: Geometria indivisilibus continuorum
- 1671 Isaac Newton: De methodis serierum et fluxionum pubblicato solo nel 1736
- 1687 Isaac Newton: Philosophiae naturalis principia mathematica
- 1673 Gottfried Leibniz: Dissertatio de arte combinatoria
- 1683 Kova Seki: Kai Fukudai no Ho

## Settecento
- 1713 Jakob Bernoulli: Ars conjectandi
- 1715 Brook Taylor: Methodus incrementorum directa et inversa, Londra
- 1730 James Stirling: The Differential Method
- 1733 Giovanni Gerolamo Saccheri Euclides ab omni naevo vindicatus
- 1736 Eulero: Solutio problematis ad geometriam situs pertinentis, Comment. Acad. Sci. I. Petropolitanae, 8 pp. 128-140 (Problema dei ponti di Königsberg)
- 1742 Colin Maclaurin: A treatise of fluxions
- 1744 Eulero: Theoria motuum planetarum et cometarum
- 1748 Eulero: Introductio in analysin infinitorum
- 1748 Maria Gaetana Agnesi: Instituzioni Analitiche ad Uso della Gioventù Italiana, v. Instituzioni Analitiche di Gaetana Agnesi
- 1755 Eulero: Institutiones calculi differentialis
- 1763 Thomas Bayes: An essay towards solving a problem in the doctrine of chances, Philosophical transactions of the Royal society of London, 53 pp. 370-418 (nascita della statistica bayesiana)
- 1768-1770 Eulero: Institutiones calculi integralis
- 1788 Joseph-Louis Lagrange, Mécanique analytique, Parigi
- 1794 Jurij Vega: Thesaurus Logarithmorum Completus

## Dalla fine del Settecento alla fine dell'Ottocento
- 1798 Gaspard Monge: Géometrie descriptive, Parigi
- 1799 Carl Friedrich Gauss: Demonstratio nova theorematis omnem functionem algebraicum ... sul teorema fondamentale dell'algebra
- 1801 Carl Friedrich Gauss: Disquisitiones Arithmaticae
- 1825 Pierre-Simon Laplace: Essai philosophique sur les Probabilités
- 1828 Niels Abel: Recherches sur les fonctions elliptiques; J. reine angew. Math. 3 pp. 160-190
- 1929 Niels Abel: Mémoire sur une classe particulière d'équations résolubles algébriquement; J. reine angew. Math. 4 pp. 131-156
- 1832 Évariste Galois sulle equazioni algebriche
- 1844 Hermann Grassmann: Die lineale Ausdehnungslehre
- 1847 George Boole: The Mathematical Analysis of Logic
- 1851 Bernard Bolzano: Paradoxien der unendlichen
- 1853 William Rowan Hamilton: Lectures on quaternions
- 1854 Bernhard Riemann: Über die Hypotesen, welche der Geometrie zu Grunde liegen
- 1868-1869 Eugenio Beltrami: Saggio di interpretazione della geometria non-euclidea, Giorn di Mat. VI pp. 284-312

## Dalla fine dell'Ottocento alla metà del Novecento
- 1879 Gottlieb Frege: Begriffsschrift: eine der arithmetischen nachgebildete Formelsprache des reinen Denkens, Halle
- 1893 Gottlieb Frege: Grundsetze der Arithmetik
- 1893-1899 Henry Poincaré: Les méthodes nouvelles de la mécanique céleste, Parigi
- 1895 Georg Cantor: Beiträge zur Begründung der transfiniten Mengenlehre, Matematische Annalen
- 1895 Poincaré: Analysis situs
- 1895-1905 Giuseppe Peano: Formulaire de mathématiques, Torino
- 1896 Hermann Minkowski: Geometry of numbers
- 1899 David Hilbert: Grundlagen der Geometrie, I fondamenti della geometria
- 1900 David Hilbert: I problemi della matematica v. I 23 problemi di Hilbert
- 1905 Albert Einstein: Zur elektrodinamik bewegter körper - relatività ristretta
- 1906 Axel thue: Über unendlische Zeichenreihen, Skifterutgit Videnskapsselkapet i Kristiania, I pp. 1-22
- 1910, 1913 Bertrand Russel, Alfred North Whitehead: Principia Mathematica
- 1913 Vito Volterra: Leçons sur les fonctions de lignes, Paris
- 1925 Ronald Fisher: A statistical method for research workers
- 1930 Kasimierz Kuratowski: Sur le problème des courbes gauches en topologie, Fund. Math., 15 pp. 271-283
- 1932 Stefan Banach: Théorie des opérations linéaires
- 1932 Veblen, Alfred North Whitehead: Foundations of differential geometry
- 1932 John von Neumann: Mathematische Grundlagen der Quantenmechanik
- 1933 Andrey Nikolaevich Kolmogorov: Grundbegriffe der Wahrscheinlichkeitsrechnung
- 1933 Andrey Nikolaevich Kolmogorov: Basic notions of the calculus of variations
- 1935 Hassler Whitney: On the abstract properties of linear dependence, Amer. J. Math., 57 pp.509-533
- 1936 Alan Turing:  On Computable Numbers, with an application to the Entscheidungsproblem, Proc. London Math. Soc., 42 pp. 230-265 (Accessibile anche in linea)
- 1939 Lev Semënovič Pontrjagin: Topological groups
- 1939-1969 Nicolas Bourbaki: Éléments de Mathématique prima ed. francese, Hermann (tra 1982 e 1998 Masson, poi Dunod)
- 1944 John von Neumann, Oskar Morgenstern: Theory of Games and Economic Behaviour
- 1947 William Thomas Tutte: A factorization of linear graphs, J. London Math. Soc., 22 pp. 107-111

## Dalla metà del Novecento in poi
- 1950-1951 Laurent Schwartz: Théorie des distributions, Parigi
- 1954 Leonard Jimmy Savage: The foundation of statistics, J. Wiley (ripresa della statistica bayesiana)
- 1954 David Blackwell, Meyer A. Girshick: Theory of games and statistical decisions, J.Wiley
- 1955 Alexandre Grothendieck: Produits tensorielles topologiques et espaces nucléaires
- 1956 Noam Chomski: Three models for the description of language, IRE Trans. on Information Theory, IT2 pp. 113-124
- 1956 Samuel Eilenberg, Henri Cartan: Homological Algebra, Princeton University Press
- 1957 Alexandre Grothendieck: Sur quelques points d'algèbre homologique, Tohoku Math. J., 9 no. 2 pp 119-183, 9 no. 3 pp185-221
- 1960 Alexandre Grothendieck: Elements de geometrie algebrique, Publ. math. I.H.E.S. n.4
- 1962 Lev Semënovič Pontrjagin: The Mathematical Theory of Optimal Processes
- 1964 Gian-Carlo Rota: The theory of Möbius inversion, Z. Wahrseheinlichkeitstheorie 2, 340--368
- 1968 Daniel Gorenstein: Finite Groups, Harper and Row
- 1968 Heller Bass: Algebraic K-theory, Benjamin
- 1975 Benoît Mandelbrot: Les objets fractals, form, hasard et dimension
- 1979 Michael R. Garey, David Stifter Johnson: Computers and Intractability, W. H. Freeman
- 1980-1992 Nicolas Bourbaki: Elements of Mathematics ed. inglese,  Springer Verlag
- 1996 Marko Petkovsek, Herbert S. Wilf, Doron Zeilberger: A=B, A. K. Peters
- 2002 Serge Lang: Algebra III ed., Springer Verlag